# Elżbieta Witek
Elżbieta Barbara Witek (Jawor, 17 dicembre 1957) è una politica polacca, eletta al Sejm dal 2005 e Maresciallo del Sejm dal 2019 al 2023.

## Biografia
Nata a Jawor da Florian ed Eleonora Zbanuch, ha studiato presso la facoltà di storia e filosofia dell'Università di Breslavia, laureandosi nel 1980.
Ha iniziato a lavorare come insegnante nella città natale, diventando nel 1991 preside della scuola primaria n° 2.
Nel 1980 si è iscritta al sindacato Solidarność, venendo arrestata per tre mesi nel 1982 per attività di protesta.

### Carriera politica
Presentatasi alle elezioni parlamentari del 2001 con il partito Diritto e Giustizia (PiS) non viene eletta. Si ripresentò alle elezioni del 2005, venendo eletta nella circoscrizione di Legnica, e venendo rieletta alla Sejm anche nel 2007, nel 2011, nel 2015, nel 2017 e nel 2019.
Nel 2002 corse alle elezioni per il sindaco di Jawor, venendo eletta consigliera comunale, carica che ricoprì fino al 2005.
Il 16 novembre 2015 entrò a far parte del governo Morawiecki I come Ministro senza portafoglio e Capo della cancelleria del Primo ministro. Le sue deleghe sono state ritirate nel 2017, tuttavia due anni dopo è stata nominata Ministro dell'interno e dell'amministrazione, carica che dovrà abbandonare in favore di quella di Maresciallo del Sejm.